# Krzynowłoga Mała (village)
Pour les articles homonymes, voir Krzynowłoga Mała.
Krzynowłoga Mała (prononciation : [kʂɨnɔˈvwɔɡa ˈmawa]) est un village polonais de la gmina de Krzynowłoga Mała dans le powiat de Przasnysz de la voïvodie de Mazovie dans le centre-est de la Pologne.
Le village est le siège administratif (chef-lieu) de la gmina appelée gmina de Krzynowłoga Mała.
Il se situe à environ 18 kilomètres au nord de Przasnysz (siège du powiat) et à 107 kilomètres au nord de Varsovie (capitale de la Pologne).
Le village compte approximativement une population de 520 habitants en 2006.

## Histoire
De 1975 à 1998, le village appartenait administrativement à la voïvodie d'Ostrołęka.